# 海軍突擊隊
《海军突击队》（英語：The Naval Commandos）是1977年张彻等人执导的香港动作战争题材电影，由刘永、戚冠军等人领衔主演，该电影主要讲述一些为了遏制敌军，几个海军决定破坏敌军军舰的故事。

## 劇情簡介
一个老兵在观看年轻的海军的时候，忽然想起了自己时候发生的事情。
那个时候是抗日时期，那时海军的力量薄弱，于是海军部拟订了毁坏敌军的一个军舰的计划，而这位老兵就是参与毁坏军舰命令的其中一个人。
虽说经过众人的努力，他们终于将那个军舰炸坏，但是之前执行命令的人，只有这位老兵最终活了下来……

## 演员
- 刘永
- 戚冠军
- 狄龙
- 傅声
- 姜大卫
- 施思
- 唐威
- 郭追
- 唐炎灿
- 江生
- 鹿峰
- 安平
- 祝菁
- 郭新馨
- 山茅
- 张照
- 傅雷
- 萧玉龙
- 胡奇
- 李寿祺
- 李欣华
- 柳哥
- 刘晃世
- 罗莽
- 史亭根
- 孙新祥
- 孙树培
- 戴彻
- 王国辉
- 王力
- 韦白
- 杨雄
- 余太平

## 相關連結
- 香港影庫上《海軍突擊隊》的資料（繁體中文）
- 豆瓣电影上《海軍突擊隊》的資料 （简体中文）
- 互联网电影数据库（IMDb）上《海軍突擊隊》的资料（英文）
- 腾讯链接 （页面存档备份，存于）
- radiotimes链接 （页面存档备份，存于）